# Laurent-Henri Cottineau
Laurent-Henri Cottineau, né le 3 juillet 1863 à Luçon et mort le 3 mars 1936 à l'abbaye Saint-Michel de Farnborough, est un moine bénédictin français. Il est notamment connu pour son activité d'historien de l'Église, et en particulier pour son Répertoire topo-bibliographique des abbayes et prieurés, inachevé et publié de manière posthume trois ans après sa mort.

## Biographie
Laurent-Henri Cottineau naît le 3 juillet 1863 à  Luçon, en Vendée. À vingt-cinq ans, en 1888, il est ordonné prêtre pour le diocèse de Luçon. Cependant, huit ans plus tard, en 1896, il est admis en tant que profès à l'abbaye de Solesmes. Deux années plus tard, il est envoyé au prieuré (érigé depuis en abbaye) Saint-Michel de Farnborough, en Angleterre. Il y reste jusqu'à sa mort le 3 mars 1936.

## Œuvre
L'abbé de Saint-Michel, le père Cabrol, encourage le père Cottineau à travailler sur l'histoire des abbayes européennes. À partir de 1906, celui-ci y consacre désormais l'essentiel de son temps, à l'exception d'un travail de révision sur la Vulgate de 1916 à 1929. Sa mort l'empêche de terminer son Répertoire topo-bibliographique des abbayes et prieurés. Les deux volumes de l'ouvrage sont publiés chez Protat Frères à Mâcon en 1939,,.
Ce travail à l'échelle de l'Europe occidentale et non seulement de la France est une relative nouveauté, mais il oblige Cottineau, qui travaille seul, à se limiter aux établissements réguliers en laissant de côté les chanoines.
Chaque notice se présente sous une forme bien codifiée, comportant le nom vernaculaire du monastère, son nom latin, son statut canonique et son historique. Ce dernier détaille, en fonction des connaissances d'alors, l'autonomie de l'établissement, son rattachement. La notice rapporte également le contexte et les acteurs de sa fondation, sa localisation, enfin une brève rubrique documentaire et bibliographique.
Ce travail est accueilli avec beaucoup d'admiration par les médiévistes et les historiens du monachisme, qui apprécient en particulier le caractère d'universalité de l'œuvre entreprise par le père Cottineau. En revanche, si l'étendue de la recherche est louée, la méthode alphabétique de classement est jugée obscure, ou en tout cas mis en œuvre de manière peu évidente.
Par ailleurs, les chercheurs des années 2000 estiment que l'outil développé par Laurent-Henri Cottineau a vieilli, tout d'abord dans sa forme. En effet, les mentions documentaires et bibliographiques sont largement dépassées. Mais la méthode elle-même apparaît trop datée. Les champs d’étude et les perspectives se sont enrichis, notamment de l'étude des problématiques religieuses sous l’angle de l'histoire sociale ou culturelle. D'autre part, les approches spatiale, monumentale et archéologique ont permis un développement accéléré des connaissances sur le monachisme, notamment sur des aspects méconnus jusqu'alors, comme la vie quotidienne, la mort, l'économie monastique ou l'espace sacré.